# Yan Bottinga
 (juin 2022).
Yan Bottinga, né le 14 décembre 1932 à Dokkum (Pays-Bas) et mort le 12 juillet 2021 à Bry-sur-Marne (France), est un géochimiste et pétrologue néerlandais, canadien et français. Il est notamment connu pour ses travaux sur la géochimie des isotopes stables et la physique des magmas.

## Biographie
Yan Bottinga naît en 1932 à Dokkum, en Frise (Pays-Bas), et vit enfant la période difficile de l'occupation allemande des Pays-Bas.
Il commence sa vie professionnelle par des voyages en Asie afin d'importer de la nacre pour l'entreprise d'un de ses oncles, mais décide rapidement de s'engager dans une carrière intellectuellement plus stimulante. En 1957, il part au Canada entreprendre des études supérieures et subvient à ses besoins par des travaux d'exploration géophysique au Québec. Il épouse peu après sa compatriote Gertie ; ils auront une fille et un fils, Janneke et Casper-Jan, et cinq petits-enfants.
Bachelor en géologie à Toronto en 1961, Yan Bottinga part à Vancouver faire un master de physique. En 1963, il y acquiert la nationalité canadienne (et renonce à la nationalité néerlandaise). La même année, muni d'une double compétence physique et géologique, il se rend à San Diego (Californie, États-Unis) pour préparer un PhD à la Scripps, sous la direction d'Harmon Craig (en). Il est ensuite chercheur postdoctoral dans le laboratoire de pétrologie de Daniel F. Weill à Eugene (Oregon).
À l'invitation de Claude Allègre, Yan Bottinga vient en 1970 à l'Institut de physique du globe de Paris (IPGP), où il obtient un poste de physicien du globe puis de directeur de recherche au CNRS. À l'exception d'un séjour en 1977-1978 comme professeur invité à Harvard et au Lamont, suivi d'une période de sept ans à l'université de Nice, il reste à l'IPGP jusqu'à la fin de sa carrière et y poursuit encore ses activités une dizaine d'années après son départ en retraite. En 1981, alors à Nice, il acquiert la nationalité française (tout en conservant sa nationalité canadienne). De 1985 à 1987 il est vice-président puis président de l'European Association of Geochemistry (en), de 1987 à 1993 directeur du service informatique de l'IPGP, et de 1990 à 1993 directeur du Centre national de calcul parallèle en sciences de la Terre.
À côté de ses activités scientifiques, Yan Bottinga est un habitué des concerts de toutes les musiques, un grand lecteur et un fin connaisseur de la sculpture, de l'architecture et tout particulièrement des églises romanes.

## Travaux

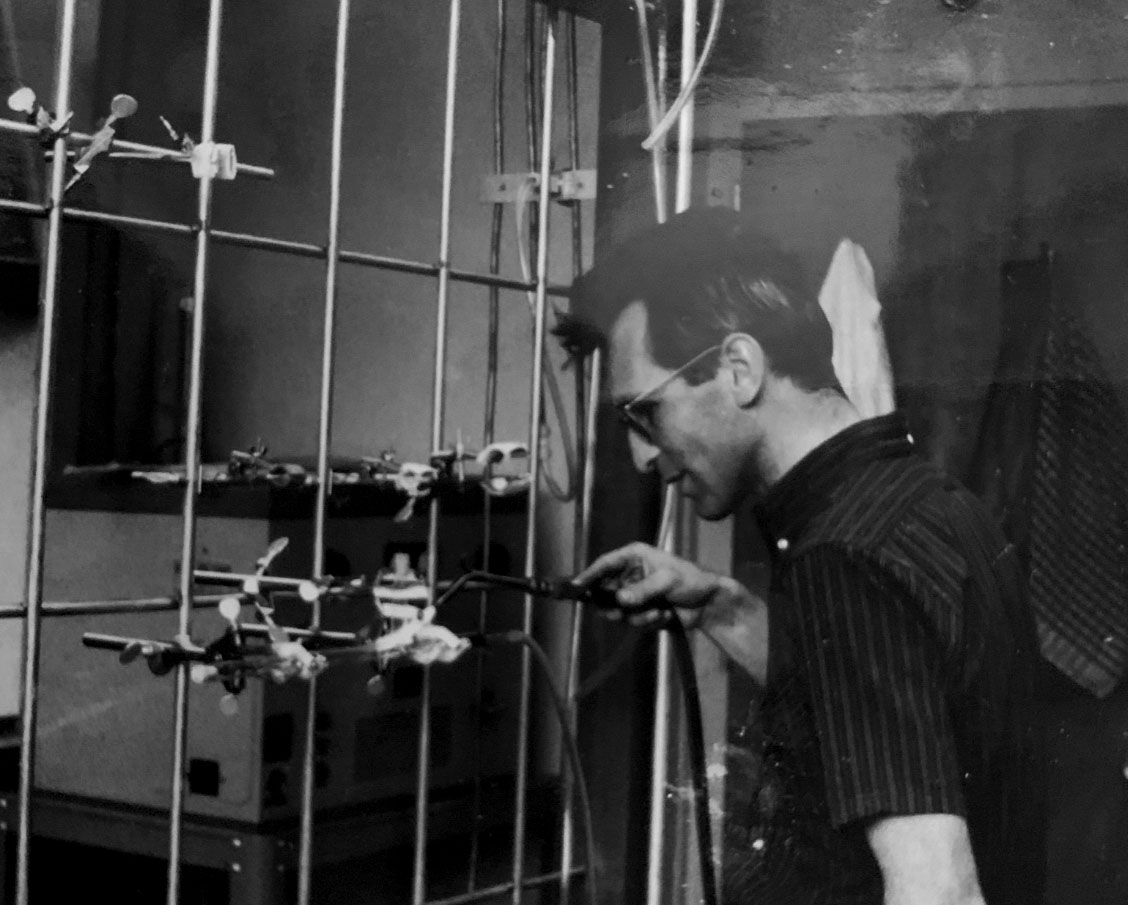
Yan Bottinga à l'œuvre pour son PhD.

À San Diego, Yan Bottinga commence par mesurer les facteurs de fractionnement de l'hydrogène et de l'oxygène entre l'eau et sa vapeur, mais il est plus porté sur la théorie physico-chimique et sa thèse est en fin de compte principalement constituée de calculs des facteurs de fractionnement de l'hydrogène, de l'oxygène et du carbone entre espèces chimiques importantes. Le calcul des fonctions de partition par des méthodes de mécanique statistique est exposé dans une série d'articles encore abondamment cités plus de cinquante ans plus tard.
À Eugene, Yan Bottinga découvre la physico-chimie des silicates fondus et comprend l'immense intérêt que qu'elle peut revêtir pour la pétrologie afin de caractériser, comprendre et extrapoler les propriétés physico-chimiques des magmas en fonction de la température et de la composition chimique. Il découvre dans la littérature verrière, céramique et métallurgique assez de données pour établir des modèles de prédiction de la densité et de la viscosité. C'est à cette époque complètement nouveau, et les deux publications de Yan Bottinga sur ces questions inciteront les géochimistes à se lancer à leur tour dans les mesures et la modélisation physico-chimiques des magmas.
A Paris, Yan Bottinga étudie les aspects thermiques de la toute nouvelle tectonique des plaques en collaboration avec Claude Allègre, les fractionnements isotopiques entre minéraux
majeurs des roches magmatiques et métamorphiques, les températures de formation et vitesses de refroidissement de ces roches et l'origine des popping rocks avec Marc Javoy, et divers problèmes thermiques et pétrologiques avec Francis Albarède et Ariel Provost (alors doctorants). Yan Bottinga dirige ensuite avec Marc Javoy la thèse de Pascal Richet, consacrée à la détermination des facteurs de fractionnement des molécules gazeuses d'intérêt géochimique et à la modélisation thermodynamique des silicates fondus, apte à prédire les équilibres de cristallisation dans les magmas. Leur collaboration se poursuit ensuite, concernant notamment la viscosité des magmas.
Dans tous ces travaux, Yan Bottinga manifeste son indépendance d'esprit en restant à l'écart des modes et en n'allant pas puiser son inspiration dans les congrès. Il innove par des approches rigoureuses mettant en jeu des ressources qu'il va chercher lui-même en tirant profit des nouveaux moyens de calcul informatiques apparus dans les années 1960.

## Principales publications
- (en) Y. Bottinga et H. Craig, « High-temperature liquid-vapor fractionation factors for H2O-HDO-H2, 18O », Eos, vol. 49,‎ 1968, p. 356-357
- (en) Y. Bottinga, « Calculation of fractionation factors for carbon and oxygen isotopic exchange in the system calcite-carbon dioxide-water », Journal of Physical Chemistry, vol. 72,‎ 1968, p. 800–808
- (en) Y. Bottinga, « Carbon isotope fractionation between graphite, diamond and carbon dioxide », Earth and Planetary Science Letters, vol. 5,‎ 1968, p. 301-307
- (en) Y. Bottinga, « Calculated fractionation factors for carbon and hydrogen isotope exchange in the system calcite-carbon dioxide-graphite-methane-hydrogen-water vapor », Geochimica et Cosmochimica Acta, vol. 33,‎ 1969, p. 49-64
- (en) Y. Bottinga et D. F. Weill, « Densities of liquid silicate systems calculated from partial molar volumes of oxide components », American Journal of Science, vol. 269,‎ 1970, p. 169–182
- (en) Y. Bottinga et D. F. Weill, « The viscosity of magmatic silicate liquids: A model for calculation », American Journal of Science, vol. 272,‎ 1972, p. 438-475
- (en) A. Provost et Y. Bottinga, « Rates of solidification of Apollo 11 basalt and Hawaian tholeiite », Earth and Planetary Science Letters, vol. 17,‎ 1972, p. 19-23
- (en) F. Albarède et Y. Bottinga, « Kinetic disequilibrium in trace element partitioning between phenocrysts and host lava », Geochimica et Cosmochimica Acta, vol. 36,‎ 1972, p. 141–156
- (en) Y. Bottinga et C. J. Allègre, « Thermal aspects of sea-floor spreading and the nature of the oceanic crust », Tectonophysics, vol. 18,‎ 1973, p. 1-17
- (en) Y. Bottinga et M. Javoy, « Comments on oxygen isotope geothermometry », Earth and Planetary Science Letters, vol. 20,‎ 1973, p. 250-265
- (en) Y. Bottinga et M. Javoy, « Oxygen isotope partitioning among the minerals in igneous and metamorphic rocks », Review of Geophysics (en), vol. 13,‎ 1975, p. 401-418
- (en) F. Albarède et Y. Bottinga, « Some trace element relationships among liquid and solid phases in the course of fractional crystallization of magmas », Geochimica et Cosmochimica Acta, vol. 40,‎ 1976, p. 667-673
- (en) F. Pineau, M. Javoy et Y Bottinga, « 13C/12C ratios of rocks and inclusions in popping rocks of the Mid-Atlantic Ridge and their bearing on the problem of isotopic composition of deep-seated carbon », Earth and Planetary Science Letters, vol. 29,‎ 1976, p. 413-421
- (en) P. Richet, Y. Bottinga et M. Javoy, « A review of hydrogen, carbon, nitrogen, oxygen, sulphur, and chlorine stable isotope fractionation among gaseous molecules », Annual Review of Earth and Planetary Sciences, vol. 5,‎ 1977, p. 65-110
- (en) Y. Bottinga et P. Richet, « High-pressure and temperature equation of state and calculation of the thermodynamic properties of gaseous carbon dioxide », American Journal of Science, vol. 28,‎ 1981, p. 615-660
- (en) P. Richet, Y. Bottinga, L. Deniélou, J. P. Petitet et C. Téqui, « Thermodynamic properties of quartz, cristobalite and amorphous SiO2: Drop calorimetry measurements between 1000 and 1800 K and a review from 0 to 2000 K », Geochimica et Cosmochimica Acta, vol. 46,‎ 1982, p. 2639-2658
- (en) G. Urbain, Y. Bottinga et P. Richet, « Viscosity of liquid silica, silicates and aluminosilicates », Geochimica et Cosmochimica Acta, vol. 46,‎ 1982, p. 1061-1072
- (en) Y. Bottinga et M. Javoy, « MORB degassing: Evolution of CO2 », Earth and Planetary Science Letters, vol. 95,‎ 1989, p. 215-225
- (en) Y. Bottinga et M. Javoy, « MORB degassing: Bubble growth and ascent », Chemical Geology (en), vol. 81,‎ 1990, p. 250-270
- (en) Y. Bottinga et P. Richet, « Silicate melts: The "anomalous" pressure dependence of the viscosity », Geochimica et Cosmochimica Acta, vol. 59,‎ 1995, p. 2725-2731
- (en) Y. Bottinga, A. Sipp et P. Richet, « Time independent isothermal variations of silicate melt viscosity after sudden temperature or stress changes », Journal of Non-Crystalline Solids (en), vol. 290,‎ 2001, p. 129-144
- (en) D. Vo-Thanh, Y. Bottinga, A. Polian et P. Richet, « Sound velocities of aluminosilicate liquids determined up to 2550 K by Brillouin spectroscopy: Glass transitions and crossover temperatures », Journal of Non-Crystalline Solids (en), vol. 351,‎ 2005, p. 61-68